# EIGRP
 (енгл. Enhanced Interior Gateway Routing Protocol) развијен (1992) је интерни, безкласни протокол рутирања који ради по алгоритму на основу вектора удаљености. Као што и само име каже, развио се као надоградња класног IGRP из (1985) (енгл. Interior Gateway Routing Protocol). За разлику од већине осталих стандардизованих протокола, ови протоколи су власништво Cisco Systems корпорације, подржани само у њиховим мрежним уређајима (рутерима). Уместо број скокова (удаљеност изражена у броју рутера до мреже), EIGRP као метрику узима број скокова при чему сваком, до одредишне руте даје тежину формирану на основу пропусних опсега, закашњења, поузданости и оптерећености. Исто тако механизам помоћу којег размењује и обрађује информације о путањама уместо Белман-Фордовог алгоритма (енгл. Bellman-Ford Algorithm) користи напреднији DUAL (енгл. Diffusing Update Algorithm).